# 毛萼山珊瑚
毛萼山珊瑚（学名：Galeola lindleyana）为兰科山珊瑚属下的一个种。

## 扩展阅读
- 維基物種上的相關：毛萼山珊瑚